# لندست ۵
لندست ۵ (انگلیسی: Landsat 5) ماهواره مدار نزدیک زمین است که در ادامه برنامه لندست در مارس ۱۹۸۴ برای تهیه تصاویر ماهواره‌ای از سطح زمین به فضا پرتاب شد. مدیریت لندست ۵ توسط سازمان زمین‌شناسی آمریکا و ناسا انجام شد و داده‌های آن توسط مرکز علوم و دیده‌بانی منابع زمین متعلق به سازمان زمین‌شناسی آمریکا جمع‌آوری و منتشر می‌شود.
فعالیت لندست ۵ پس از ۲۹ سال، سرانجام ۲۵ ژوئن ۲۰۱۳ به صورت رسمی پایان یافت. تجهیزات آن در اواخر دوره فعالیت از کار افتاد و با لندست ۷ و لندست ۸ جایگزین شد.
بر اساس رکوردهای جهانی گینس طولانی‌ترین دوره فعالیت در بین ماهواره‌های دیده‌بانی زمین متعلق به لندست ۵ است که با بیش از ۱۵۰۰۰۰ گردش به دور زمین بیش از ۲٫۵ میلیون تصویر از سراسر دنیا به زمین ارسال کرد، در حالی که در ابتدا برای مدت سه سال فعالیت طراحی شده بود.